# El Capulín, Omitlán de Juárez
El Capulín är en ort i Mexiko.   Den ligger i kommunen Omitlán de Juárez och delstaten Hidalgo, i den sydöstra delen av landet, 100 km nordost om huvudstaden Mexico City. El Capulín ligger 2 639 meter över havet och antalet invånare är 105.
Terrängen runt El Capulín är lite bergig. Runt El Capulín är det ganska tätbefolkat, med 58 invånare per kvadratkilometer. Närmaste större samhälle är Pachuca de Soto, 14,4 km väster om El Capulín. I omgivningarna runt El Capulín växer i huvudsak blandskog.